# Candín
Candín – gmina w Hiszpanii, w prowincji León, w Kastylii i León, o powierzchni 140,9 km². W 2011 roku gmina liczyła 333 mieszkańców.